# Pavel Sankovich
Pavel Paulavich Sankovich –en bielorruso, Павел Паўлавіч Санковіч– (Grodno, URSS, 29 de junio de 1990) es un deportista bielorruso que compite en natación.
Ganó dos medallas de bronce en el Campeonato Mundial de Natación en Piscina Corta de 2016, una medalla de bronce en el Campeonato Europeo de Natación de 2014 y siete medallas en el Campeonato Europeo de Natación en Piscina Corta entre los años 2011 y 2017.

## Palmarés internacional
| Campeonato Mundial en Piscina Corta | Campeonato Mundial en Piscina Corta | Campeonato Mundial en Piscina Corta | Campeonato Mundial en Piscina Corta |
| Año                                 | Lugar                               | Medalla                             | Prueba                              |
| ----------------------------------- | ----------------------------------- | ----------------------------------- | ----------------------------------- |
| 2016                                | Windsor (Canadá)                    | Medalla de bronce                   | 50 m espalda                        |
| 2016                                | Windsor (Canadá)                    | Medalla de bronce                   | 4 × 50 m estilos                    |
| Campeonato Europeo                  |                                     |                                     |                                     |
| Año                                 | Lugar                               | Medalla                             | Prueba                              |
| 2014                                | Berlín (Alemania)                   | Medalla de bronce                   | 100 m mariposa                      |
| Campeonato Europeo en Piscina Corta |                                     |                                     |                                     |
| Año                                 | Lugar                               | Medalla                             | Prueba                              |
| 2011                                | Szczecin (Polonia)                  | Medalla de bronce                   | 50 m espalda                        |
| 2011                                | Szczecin (Polonia)                  | Medalla de bronce                   | 100 m espalda                       |
| 2013                                | Herning (Dinamarca)                 | Medalla de bronce                   | 50 m espalda                        |
| 2015                                | Netanya (Israel)                    | Medalla de bronce                   | 4 × 50 m estilos                    |
| 2015                                | Netanya (Israel)                    | Medalla de bronce                   | 4 × 50 m estilos mixto              |
| 2017                                | Copenhague (Dinamarca)              | Medalla de plata                    | 4 × 50 m estilos mixto              |
| 2017                                | Copenhague (Dinamarca)              | Medalla de bronce                   | 4 × 50 m estilos                    |